# Свети Георги (Радишани)
Вижте пояснителната страница за други значения на Свети Георги.
„Свети Георги“ (на македонска литературна норма: „Свети Ѓорѓи“) е късносредновековна православна църква в скопското село Радишани, Северна Македония. Част е от Скопската епархия на Македонската православна църква – Охридска архиепископия.
Църквата е гробищен храм и е разположена на хълм, вляво от главната улица „Радишанска“. Според изгледа и начина на градеж църквата е от късното средновековие или XVI век и на практика е почти идентична с близката църква „Свети Никола“. Вътрешността е изписана с фрески, изпълнени със специфична техника. В началото на XIX век е обновена. До 60-те години на XX век „Свети Георги“ е главната църква на Радишани.
- Стенописи